# Ludwigia latifolia
Ludwigia latifolia là một loài thực vật có hoa trong họ Anh thảo chiều. Loài này được (Benth.) H.Hara mô tả khoa học đầu tiên năm 1953.